# El Jove Sherlock Holmes
El Jove Sherlock Holmes és una col·lecció de narrativa juvenil creada per Shane Peacock que narra les aventures adolescents del famós detectiu londinenc. L'editorial canadenca Tundra Books va publicar el primer volum el 2007. L'ull del corb és la primera novela de la col·lecció on en Sherlock es veu immers en la investigació del brutal assassinat d'una jove al perillós barri de Whitechapel i es troba, de cop i sense voler-ho, molt més implicat en el cas del que s'esperava.

## Títols publicats
- PEACOCK, S. L'ull del corb. Barcelona: Castellnou Edicions, 2010. 978-84-8962-68-6
- PEACOCK, S. Mort en l'aire'. Barcelona: Castellnou Edicions, 2010. 978-84-8962-69-3